# Heinrich Bichler
Heinrich Bichler, auch Hans Bichler, Heinrich Büchler oder Hans Büchler genannt, (erste Erwähnung 1466/1467; letzte Erwähnung 1497) war ein Berner Maler.
1472 malte er für die Kartäuser von Thorberg ein Bild des Heiligen Sulpitius, 1478 zwei Tafeln mit dem Reichswappen für zwei Tore der Stadt Freiburg im Üechtland sowie 1480 für den Freiburger Ratssaal ein grossformatiges Bild der Schlacht bei Murten, das seit der Mitte des 16. Jahrhunderts verschollen ist. Bichler war der Lehrer von Hans Fries.